# Le Poislay
Le Poislay – miejscowość i gmina we Francji, w Regionie Centralnym, w departamencie Loir-et-Cher.
Według danych na rok 1990 gminę zamieszkiwały 182 osoby, a gęstość zaludnienia wynosiła 11 osób/km² (wśród 1842 gmin Regionu Centralnego Le Poislay plasuje się na 957. miejscu pod względem liczby ludności, natomiast pod względem powierzchni na miejscu 810.).